# 神威站

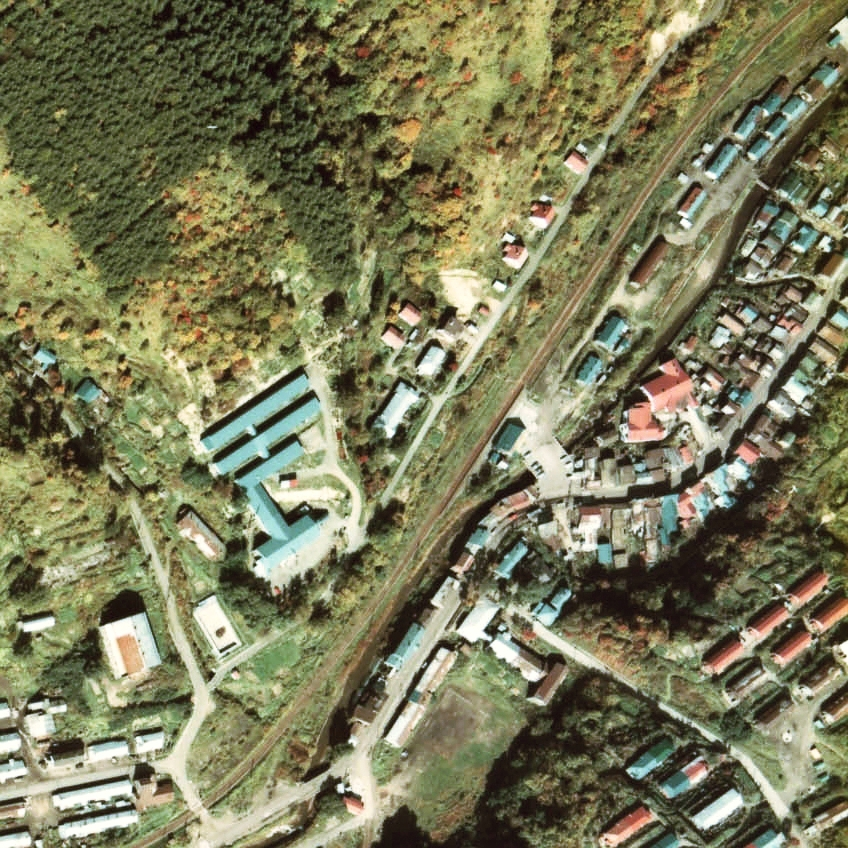
1976年的神威站與方圓500米範圍。左下方是砂川方向。

神威站（日语：／ Kamoi eki */?）是位於北海道歌志內市字文珠，北海道旅客鐵道（JR北海道）的歌志內線車站（廢站）。隨著歌志內線全線廢線，車站在1988年（昭和63年）4月25日廢除。

## 歷史
北海道炭礦鐵道空知線開通至歌志内時，該公司連接神威礦的專用線也同時開通。此處也設置車站，以運送來自神威礦和空知礦西山坑的煤炭。西山坑於1896年（明治29年）開採，開採量比神威礦為多，北海道炭礦鐵道計劃繼續在上砂川地區進行開採，後來斷層和該處的氣體較多而中止。在1924年（大正13年），部分礦區出售給三井礦山，經營規模縮小。在1931年（昭和6年）關閉礦山。除了北海道炭礦鐵道神威礦專用線外，住友新歌志內煤礦專用線、三井文珠煤礦專用線，以及靠近西歌站一方的住友歌志內煤礦專用線均由此站管理。（有關住友歌志內煤礦專用線和三井文珠煤礦專用線，可參見西歌站）
- 1891年（明治24年）7月5日 - 北海道炭礦鐵道空知線開通，北炭神威礦專用線開始使用[1]。
- 1896年（明治29年）10月21日 - 北海道炭礦鐵道車站啟用，當時為一般車站。
- 1906年（明治39年）10月1日 - 北海道炭礦鐵道之鐵路線被國有化，由官設鐵道營運。
- 1907年（明治40年） - 在北炭空知礦西山坑至此站西邊的儲煤場之間設置索道[1]（在設置索道設置前由馬匹運送煤炭）。
- 日期不詳 - 新歌志内炭礦至此站東邊的儲煤場之間設置索道[4]。
- 1931年（昭和6年） - 北炭西山坑關閉[1]。
- 1944年（昭和19年） - 車站大樓翻新[1]。
- 1953年（昭和28年）7月31日 - 住友石炭礦業新歌志內礦關閉[4]。
- 1963年（昭和38年）9月 - 北炭神威礦關閉[4]。
- 1972年（昭和47年）3月15日 - 結束處理貨物。
- 1979年（昭和54年）6月15日 - 結束處理行李，成為無人車站（簡易委託化）[4]。
- 1986年（昭和61年）11月 - 停止發售車票，完全成為無人車站。
- 1987年（昭和62年）4月1日 - 伴隨國鐵分割民營化，車站由北海道旅客鐵道（JR北海道）營運。
- 1988年（昭和63年）4月25日 - 歌志內線全線廢除，此站也廢除。

## 車站構造
截至車站廢除前，此站是地面車站，設有1面1線的單式月台。此站是無人車站。在有人車站時代還有車站大樓。

## 車站周邊
- 北海道道114號赤平奈井江線（日语：北海道道114号赤平奈井江線）
- 北海道道1027號砂川歌志內線（日语：北海道道1027号砂川歌志内線）
- 北海道中央巴士（日语：北海道中央バス）「神威市街」巴士站

## 現況
車站遺址在2021年（令和3年）7月由歌志內市社區建設協力隊員提案下，設置當時模樣的站名牌。

## 相鄰車站
北海道旅客鐵道
歌志內線
西歌－神威－歌神

## 注腳
1. 1 2 3 4 5 6  歌志内市史 1964年11月發行。
2. ↑  大正12年版，昭和5年版，昭和26年版全國專用線一覧
3. ↑  昭和12年版沿線煤礦要覧 札幌鐵道局發行。
4. 1 2 3 4  新歌志内市史 1994年3月發行。
5. ↑  . 北海道新聞. 2021-08-03 （日语）.